# Rudolf Bauer
Rudolf Bauer (Budimpešta, Mađarska, 2. siječnja 1879. – Tatilan, Mađarska, 9. studenog 1932.) je bivši mađarski bacač diska i olimpijski pobjednik na Olimpijadi 1900. u Parizu. Tada je bacio disk točno jedan metar više od drugoplasiranog Františeka Jande-Suka koji se natjecao pod zastavom Bohemije.

## Olimpijske igre

### OI 1900.
| RANG | Natjecatelj                | Udaljenost |
| ---- | -------------------------- | ---------- |
|      | Rudolf Bauer               | 36,04      |
|      | František Janda-Suk        | 35,04      |
|      | Richard Sheldon            | 34,10      |
| 4.   | Panagiotis Paraskevopoulos | 34,04      |
| 5.   | Rezső Crettier             | 33,65      |

## Vanjske poveznice
- Sports-reference.com - Rudolf Bauer  Arhivirana inačica izvorne stranice od 4. veljače 2013. (Wayback Machine)